# Xaw
Pour les articles homonymes, voir Athena (homonymie).
Xaw (littéralement « X Athena Widgets ») est une boîte à outils destinée au développement d‘interfaces utilisateurs graphiques X11. 

## Historique
Ce logiciel a été développé dans le cadre du projet Athena. Basé sur Intrinsics, il a été largement remplacé par des outils plus modernes tels que GTK+ ou Qt. Toutefois, le projet reste maintenu par la fondation X.Org.